# Tatiana Sundgren
Tatiana Sundgren, född 11 april 1936 i Bryssel, är en finländsk författare och socionom. Hon är syster till publicisten Christian Sundgren.
Sundgren är dotter till professor Albert Sundgren och Anita Ehrnrooth. Hon blev socionom 1959. Hon var 1971–1981 redaktör vid Rundradion och har senare verkat som frilansande kritiker och översättare. Starkt samhällsengagemang präglar hennes vardagsnära dikter i samlingarna Blyertsdagar (1957) och Körsbärskärnor (1977). Ett lättsamt novellistiskt anslag bär upp prosaböckerna Tornsvalornas hus (1994) och Sommaren ingenting hände (1995). Hon bebodde Svenska litteratursällskapets författargård Abrams i Vörå 1992–2002.